# Postwar Polish Poetry
Postwar Polish Poetry. An Anthology – antologia polskiej poezji powojennej w wyborze, przekładzie i opracowaniu Czesława Miłosza, wydana po raz pierwszy w Stanach Zjednoczonych w 1965 r.
Inspiratorem powstania antologii był przyjaciel Miłosza – amerykański trapista Thomas Merton, który także zarekomendował ją renomowanemu wydawnictwu. On też był autorem obszernej noty, która pojawiła się na okładce książki. Pierwsze wydanie ukazało się w 1965 r. (Garden City, N. Y., Doubleday & Company) i zawierało 72 wiersze opublikowane w latach 1956-1964 autorstwa 21 poetów. W tłumaczeniu niektórych utworów pomagali autorowi: Lawrence Davis, Peter dale Scott, Mac Goodman, Reuel Wilson i Richard Lourie. Kilkanaście przekładów było wcześniej drukowanych w anglo-amerykańskim miesięczniku literackim „Encounter” oraz w gazecie niedzielnej The Observer. Drugie wydanie antologii w niezmienionym kształcie ukazało się w 1970 r. (Harmondsworth, Penguin Books). 
Trzecie, znacznie porzeszone, wzbogacone o czterech nowych autorów,  wydane w 1983 r. (Berkeley – Los Angeles – London, University of California Press) zawierało już 125 wierszy następujących poetów: Leopold Staff, Antoni Słonimski, Jarosław Iwaszkiewicz, Kazimierz Wierzyński, Aleksander Wat, Julian Przyboś, Mieczysław Jastrun, Witold Gombrowicz (dwa monologi z dramatu Ślub), Adam Ważyk, Anna Świrszczyńska, Czesław Miłosz, Tadeusz Różewicz, Tymoteusz Karpowicz, Miron Białoszewski, Wisława Szymborska, Zbigniew Herbert, Tadeusz Nowak, Bogdan Czaykowski, Jerzy Harasymowicz, Stanisław Grochowiak, Jarosław Marek Rymkiewicz, Ernest Bryll, Urszula Kozioł, Stanisław Barańczak, Adam Zagajewski.
Najwięcej miejsca poświęcił Miłosz Herbertowi (18 wierszy), Watowi i Różewiczowi, Ze swojego dorobku wybrał 6 utworów: Przedmowa, Biedny chrześcijanin patrzy na getto, Piosenka o końcu świata, Trzy rozmowy o cywilizacji (II) oraz fragmenty dwóch poematów: Po ziemi naszej – III, VII, VIII, XI, XIV i  Gucio zaczarowany – V, VII, VIII (Dedication; A Poor Christian Looks at the Ghetto; A Song on the End of the World; From „Throughout Our Lands”; Advice; From „Bobo's Metamorphosis”). W kilkunastu przypadkach wykorzystał tłumaczenia innych autorów (Antony Graham, Frank Kujawinski, Magnus Jan Krynski, Robert A. Maguire). Wszystkie zestawy wierszy poprzedzone zostały krótkimi biogramami i charakterystykami autorów występujących w antologii.
Antologia Miłosza była pierwszą tak obszerną prezentacją współczesnej poezji w języku angielskim i wywarła znaczny wpływ na młodą generację poetów i krytyków amerykańskich. W 1974 r. polski PEN-Club przyznał Miłoszowi nagrodę w dziedzinie przekładów za wkład w upowszechnianie literatury polskiej na zachodzie.